# トロンデラーグ
トロンデラーグ/中部地域(ノルウェー語：Trøndelag/trœnːdəˈlɑːɡ)はノルウェー中部の県である。かつては北モレとロムスダル、ビンダルを含み、今でも住民はトロンデルスク方言に近い言語を話す。中部地域とムーレ・オ・ロムスダール県を合わせて中央ノルウェーと呼ぶ。トロンデラーグ出身者は「Trønder」と呼ばれる。最大都市はノルウェーの最初の首都だったトロンハイムである。中部地域は1804年に南北に分けられ、北トロンデラーグ県と南トロンデラーグ県の2県になった。2016年に両県議会の投票が行われ、2018年に合併した。

## 歴史
鉄器時代、中部地域は「フルキ」と呼ばれる小王国に分かれていた。フルキは共通の法を持ち、議会(ディング)がフロスタ半島で開かれていた。
ハーコン王時代(838年～900年)、ラデのアールが中部地域を治めていた。ラデはトロンハイム東部に有り、トロンハイム・フィヨルドに接している。アールは1030年までノルウェーの政治で重要な役割を果たし続けた。
| 中部地域の宗教 | 中部地域の宗教 | 中部地域の宗教 | 中部地域の宗教 | 中部地域の宗教 |
| -------------- | -------------- | -------------- | -------------- | -------------- |
| 宗教           |                |                | %              |                |
| キリスト教     | キリスト教     |                | 88.17%         | 88.17%         |
| イスラム教     | イスラム教     |                | 0.75%          | 0.75%          |
| 仏教           | 仏教           |                | 0.24%          | 0.24%          |
| その他         | その他         |                | 10.84%         | 10.84%         |

ラデのアールは
- Håkon Grjotgardsson：初代ラデのアール
- Sigurd Håkonsson：ハーコンの息子。Harald Greycloak に殺害された。
- ハーコン・シグルザルソン：シグルドの息子。ハーラル1世と協力しHarald Greyhideに対抗した。のちにハーラル1世の家臣となったが、実際はノルウェーの独立した統治者だった。オーラヴ1世が登場するとハーコンは権力を失い、995年に自分の奴隷のTormod Karkに殺害された。
- エイリーク・ハーコナルソン：ハーコンの息子。スヴェン1世の支配下で、1000年～1012年の間弟のスヴェンと共にノルウェーを統治した。
- Håkon Eiriksson：エイリークの息子。スヴェン1世の下で、1012年～1015年の間ノルウェーを統治した。

であった。

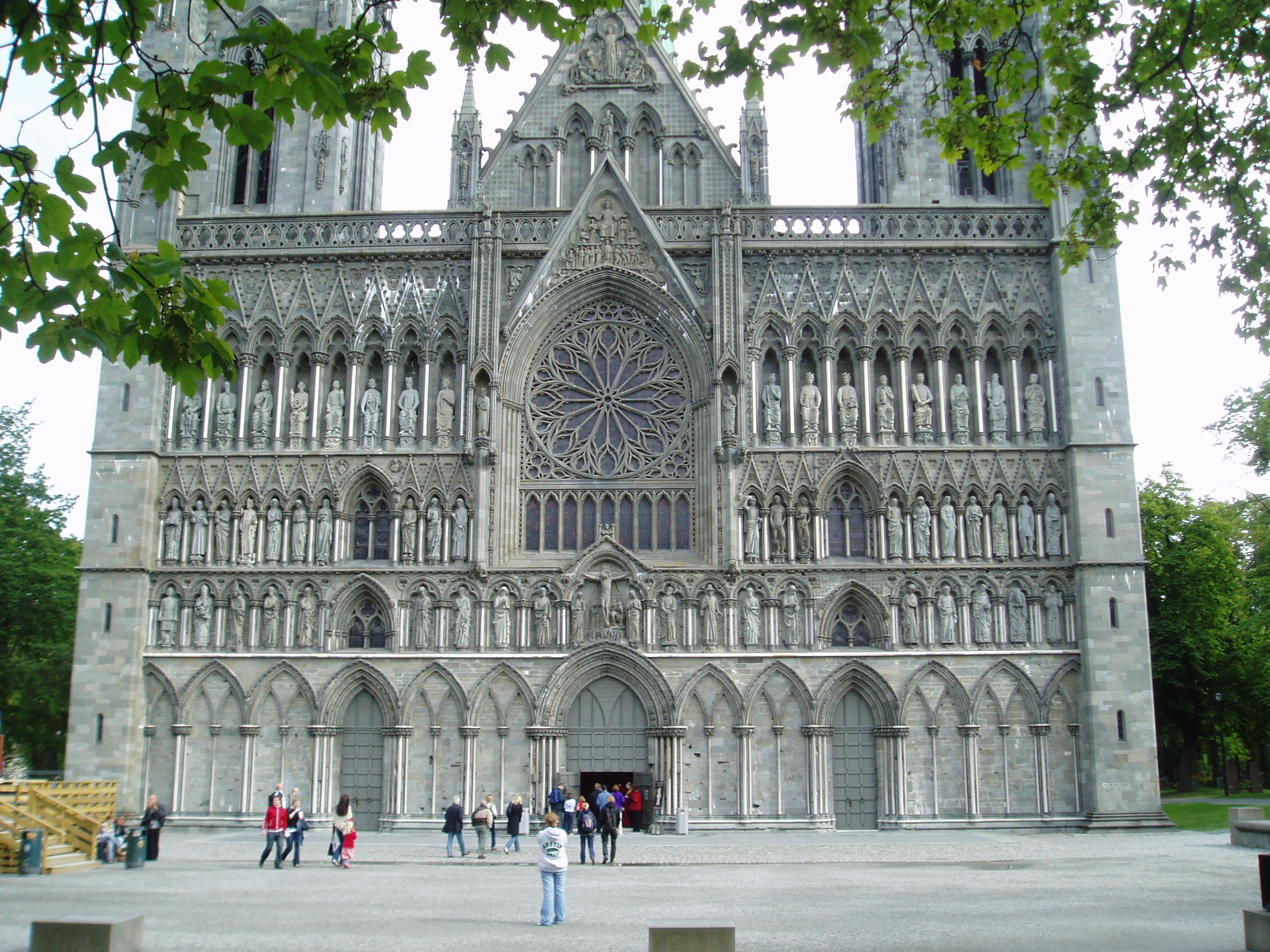
トロンハイムのニーダロス大聖堂

1658年、中央ノルウェーはロスキレ条約によってスウェーデンに割譲され、カール10世が統治した。1660年、コペンハーゲン条約によって中央ノルウェーはデンマーク＝ノルウェーに返還された。この2年間でスウェーデンは中部地域で2000人の男を徴兵した。15歳以下の少年もスウェーデン軍に入れられ、ポーランドやブランデンブルクと戦った。カール10世は中部地域住民がスウェーデンに反乱を起こす事を恐れ、男の大部分を除去するのが安全策だと考えた。帰還出来た男は1/3だけで、スウェーデンのエストニア州に分割統治の為に移住させられた者もいた。
1718年秋、大北方戦争でカール12世はCarl Gustaf Armfeldt将軍に、1万人の兵を率いて中部地域に侵攻しトロンハイムを奪うよう命じた。帰還時の補給線が乏しかった為に、アルムフェルト将軍は中部地域を破壊だけして帰る事になった。カール12世がFredrikstenに南ノルウェーで殺害されると、アルムフェルト将軍はスウェーデンへの帰還を命じられた。彼は6000人の兵を率いて撤退したが、飢えと寒さによって、何千人もの兵がノルウェーの山で亡くなり、何百人もが障害者になった。

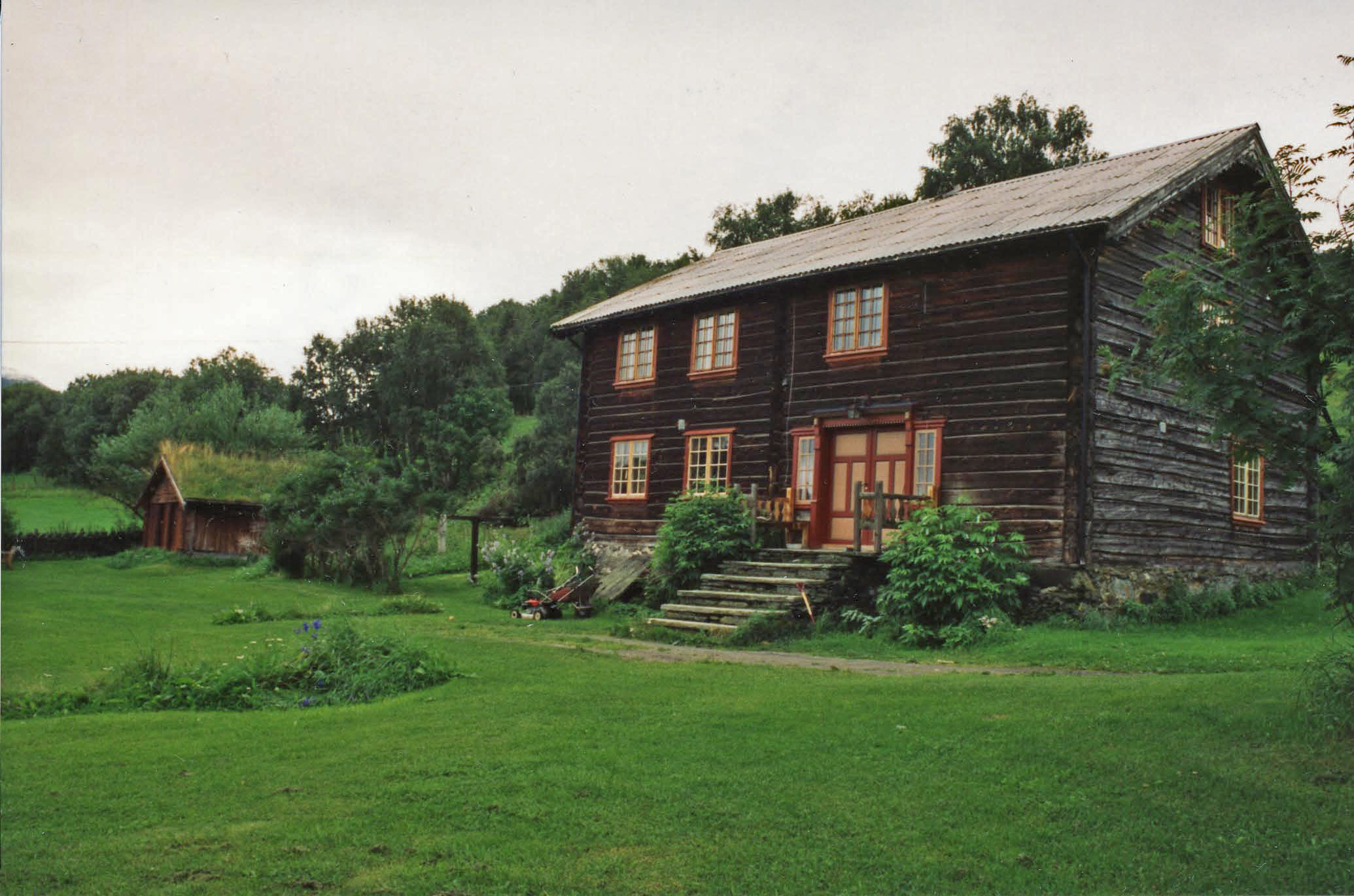
伝統的な中部地域の家